# Proteinoxidation

Fragmentierung einer Polypeptidkette

Polypeptidstrangbruch durch Oxidation eines Glutaminsäurerestes

Polypeptidstrangbruch durch β-Spaltung von Valin

Cross-Link-Modifikation: Reaktion von Zucker mit einer proteingebundenen Lysyl-Aminogruppe.

Cross-Link-Modifikation: Addition von 4-Hydroxynonenal (HNE) an proteingebundene Lysin- (PNH2), Histidin- (P-His) oder Cystein- (PSH) Resten.

Cross-Link-Modifikation: Addition von Malondialdehyd (MDA) an Protein-Aminogruppen (PNH2).

Als Proteinoxidation bezeichnet man molekulare Veränderungen an Proteinen, die durch Oxidantien des oxidativen Stresses, wie beispielsweise Reaktive Sauerstoff- oder Reaktive Stickstoffspezies, hervorgerufen werden. Der Begriff der Proteinoxidation umfasst dabei auch Oxidationsprozesse kleinerer Proteine (Peptide) und ihrer Bausteine, den Aminosäuren. Die Oxidation von Proteinen kann zu weitreichenden Veränderungen in ihrer Struktur führen. Wenn die Schädigung des Proteins von der Zelle nicht „repariert“ oder das geschädigte Protein vollständig beseitigt werden kann, führt dies zu einer Ansammlung (Akkumulation) defekter oxidierter Proteine in der Zelle. Diese Akkumulation ist mit dem Altern des Organismus verbunden und wird – speziell beim Menschen – mit einer Reihe pathologischer Zustände, wie beispielsweise Diabetes mellitus, Arteriosklerose und verschiedener neurodegenerativer Erkrankungen assoziiert.

## Oxidationsprozesse von Proteinen
Der Angriff Reaktiver Sauerstoff- und Stickstoffspezies auf ein Protein kann in unterschiedlicher Weise erfolgen. Auch Reaktionsprodukte der Lipidperoxidation, wie beispielsweise 4-Hydroxynonenal (HNE) oder Malondialdehyd (MDA) können mit den Peptiden in unterschiedlicher Weise reagieren und werden ebenfalls zu den Reaktionen der Proteinoxidation gerechnet. Abhängig vom Reaktionsmechanismus unterscheidet man zwischen der
- Fragmentierung der Polypeptidkette (Zerlegung in zwei Stränge),
- der Oxidation von Seitengruppen der Aminosäuren und
- der Bildung von Protein-Cross-Links.[6]

Von den 20 proteinogenen Aminosäuren kann über die Hälfte durch oxidativen Stress angegriffen werden. Dabei entstehen zum Teil reaktive Gruppen, wie beispielsweise Aldehyde, die selbst intramolekular (im gleichen Protein) oder intermolekular (mit einem anderen Protein) mit einer Aminogruppe von Lysin oder des N-Terminus des Proteins irreversibel reagieren können. Die Quervernetzung von Proteinen (Protein-Cross-Link) hat auf die Funktion eines Proteins erheblich größere Auswirkungen, als die Oxidation einer Seitengruppe einer Aminosäure. Durch die Quervernetzung können hochmolekulare Aggregate entstehen, die durch Proteolyse, beispielsweise durch das Proteasom, nicht mehr abgebaut werden können. Diese Aggregate werden dann in den Zellen eingekapselt und abgelagert. Ein Beispiel für eine solche Ablagerung ist das „Alterspigment“ Lipofuszin, das sich vor allem in den Kardiomyozyten, Hepatozyten und Nervenzellen ansammelt. Daneben finden sich oxidierte Proteine auch bei fast allen neurodegenerativen Erkrankungen wie beispielsweise der Alzheimer- und der Parkinson-Krankheit. Beim Grauen Star sind Quervernetzungen von oxidierten Proteinen für die Entstehung der Krankheit verantwortlich.
Die Oxidation einer Aminosäure in einem Protein kann dessen Funktion, beispielsweise als Enzym oder Botenstoff, erheblich beeinflussen. Die Veränderung der Primärstruktur kann sich sowohl auf die Sekundärstruktur und die Tertiärstruktur auswirken. Von der Proteinoxidation sind alle Zellkompartimente betroffen. Sie hat erheblichen Einfluss auf die Homöostase der Zelle. Der Abbau defekter (oxidierter) Proteine ist daher eine wichtige Aufgabe des proteolytischen Bereiches des antioxidativen Verteidigungssystems der Zelle. Die leicht oxidierten Proteine verändern massiv ihre Tertiärstruktur, indem sich hydrophobe Bereiche des Proteins nach außen wenden. Lysosomale Cathepsine und andere Proteasen, sowie das Proteasom, erkennen diese Bereiche als Marker und zerlegen diese Proteine bevorzugt.
Stärker geschädigte, vor allem quervernetzte Proteine sind dagegen schlechte Substrate für das Proteasom und alle anderen proteolytischen Enzyme und können diese in ihrer Funktion sogar inhibieren. Die Quervernetzung kann durch die Oxidation von Thiolgruppen (Cystein) zu Disulfidbrücken, durch die Bildung von Dityrosin aus zwei Tyrosin-Molekülen, die Reaktion von durch Oxidation gebildeten Aldehyd-Gruppen mit Aminogruppen zu Iminen (Schiffsche Basen) und die Reaktion von durch Lipidperoxidation gebildeten Vernetzern wie beispielsweise 4-Hydroxynonenal (HNE) und Malondialdehyd (MDA) verursacht werden.
Die als Folge der Oxidation von Proteinen gebildeten Carbonylproteine können in der Labordiagnostik als Biomarker für oxidativen Stress, beziehungsweise für die Proteinoxidation verwendet werden.

## Weiterführende Literatur
- R. Widmer: Wirkung von Hemmstoffen und Antioxidantien in Gliazellen bei Anoxie/Reoxygenierung und in der hepatischen Enzephalopathie. Dissertation, TU Berlin, 2007
- V. I. Lushchak: Free radical oxidation of proteins and its relationship with functional state of organisms. In: Biochemistry (Mosc) 72, 2007, S. 809–827. PMID 17922638 (Review)
- V. Cecarini u. a.: Protein oxidation and cellular homeostasis: Emphasis on metabolism. In: Biochim Biophys Acta 1773, 2007, S. 93–104. PMID 17023064 (Review)
- B. Chakravarti und D. N. Chakravarti: Oxidative modification of proteins: age-related changes. In: Gerontology 53, 2007, S. 128–139. PMID 17164550 (Review)
- E. R. Stadtman: Protein oxidation and aging. In: Free Radic Res 40, 2006, S. 1250–1258. PMID 17090414 (Review)
- R. Widmer u. a.: Protein oxidation and degradation during aging: role in skin aging and neurodegeneration. In: Free Radic Res 40, 2006, S. 1259–1268. PMID 17090415 (Review)
- T. C. Squier: Oxidative stress and protein aggregation during biological aging. In: Exp Gerontol 36, 2001, S. 1539–1550. PMID 11525876 (Review)
- T. C. Squier und D. J. Bigelow: Protein oxidation and age-dependent alterations in calcium homeostasis. In: Front Biosci 5, 2000, S. D504–D526. PMID 10799358 (Review)